# The 3rd and the Mortal
The 3rd and the Mortal — группа из Норвегии.

## История
Большие изменения в творческую активность и деятельность группы внесла певица Кари Руэслоттен. В составе The 3rd and the Моrtal она приняла участие в записи мини-альбома Sorrow и дебютного альбома Tears Laid in Earth.
Стиль коллектива довольно-таки трудно поддается характеристике. Для первых двух альбомов (1993—1994) было характерно мистическоe холодно-меланхолическое звучаниe, основанноe на сочетании непривычных ранее элементов: гитарных джазовых доминантсепт и секст аккордов, довольно таки спокойной ритм-секции, редкого использования дисторшна и академического полуоперного женского вокала.
После ухода Кари в начале 1995 г. пришедшая ей на смену вокалистка Ann-Mary Edvardsen способствовала дальнейшему сближению музыки коллектива с современной академической музыкой.
Для альбомов среднего периода 1995—1997 характерно усиление элементов академической электронной музыки. Структура композиций представляет собой сложные студийные наложения клавишных, спокойных чистых электрических гитар, сложных синкопированных ритмов и академического женского вокала. Сами альбомы представляют собой сложную мозаику инструментальных и вокальных композиций с плавными переходами и активным использованием электронных эффектов, а в тематизме самой музыки преобладают поэтические образы северной природы с довольно-таки высоким уровнем поэзии. Особенно это заметно в альбоме Painting on Glass.
В гармониях коллектива можно отметить влияния как рока 70 — 80 х (King Crimson, Pink Floyd), так и академического джаза 60 — 70-х (Wes Montgomery, Miles Davis), вместе с элементами русской и финской классической музыки эпохи позднего романтизма (П. Чайковский, Н. Римский-Корсаков, Я. Сибелиус). Последние выражаются в использовании натуральных ладов вместо пентатоники, типичных для классической музыки код и параллельных тональностей. Музыка группы базировалась на политональных принципах, но всё же с преобладанием минорных оттенков. Заметно влияние и современного германского академического электронного композитора Klaus Schulze.
Все эти стили воедино образовывали гармоничное целое. Это положительно отличает стиль коллектива от музыки других новаторов второй половины XX века, чья музыка нередко состояла из значительных и зачастую резких контрастов.
После ухода вокалистки Ann-Mary Edvardsen и бас-гитариста Вernt Rudberget в 1998 в творчестве группы наметился кризис.

Группа сделала крен в сторону сближения с андеграундной электронной музыкой в стиле трип-хоп, чему способствовал голос Kirsti Нuke. В музыке наметились тенденции к упрощению. Как следствие, альбом Memoirs оказался гораздо слабее своих предшественников. Гитарист группы говорил по этому поводу следующее: 
Мы стараемся смешивать все жанры. Каждый из нас вырос на совершенно разной музыке, поэтому, в конце концов, всё так напутано. Мы мешаем всё своё самое любимое в одну большую кучу. На нас повлияло многое, начиная со старого метала до Pink Floyd, King Crimson, Дэйвида Силвиана и Стинга. Довольно богатый список, не так ли?
The 3rd and the Mortal интересны ещё и тем, что в ней играли три гитариста — Гейр Нилссен, Тронд Энгум и Финн-Олаф.
После альбома Memoirs группа провела небольшое турне, выпустила полуконцертный альбом Projekt Bluebook и в 2005 г. распалась.
Причиной распада стало то, что музыка группы оказалась вне рамок современных стилей, что повлекло за собой низкие тиражи и низкую популярность.
Для поклонников Готик-метaла музыка группы оказалась слишком спокойна, а для поклонников Джаза и Tрип-хопа слишком мрачна. Но тем не менее сама стилистика нашла продолжение в музыке коллектива Atroх (1999—2003 гг.), где пела сестра Ann-Mary — Monica Edvardsen.
В настоящее время бывшие члены группы почти отошли от музыки. Кари Руэслоттен продолжает сольную карьеру.. Анн-Мари Эдвардсен стала профессиональной оперной певицей..
Встреча членов группы и фото из блога Tuomas из Nightwish в сентябре 2015 

## Тactile Gemma
Также интересен единственный альбом совместного проекта сестёр Эдвардсен с гитаристом Аtrox Рене Сёргардом, созданный в 2001 г. На нём доминируют наложения мрачных клавишных, гитарные фона, а также элементы восточной арабской музыки с активным использованием драм-программинга, семплеров и секвенсоров.. Композиция Нeal и её текстовое содержание несёт отпечаток событий 11 сентября 2001.

## Дискография
- 1993 — The 3rd and the Mortal (демо)
- 1994 — Sorrow (мини-альбом)
- 1994 — Tears Laid in Earth
- 1995 — Nightswan (мини-альбом)
- 1996 — Stream (сингл)
- 1996 — Painting on Glass
- 1997 — In This Room
- 2002 — Memoirs
- 2004 — EP’s and Rarities (сборник)
- 2005 — Project Bluebook (сборник)